# Carrenleufú
Carrenleufú (del mapuche: Río de aguas verdes), es una localidad y comuna argentina del oeste de la provincia del Chubut, dentro del departamento Languiñeo. Se ubica sobre la ruta provincial 44 a 1 km del paso fronterizo, y a 12 km con el pueblo de Palena, en Chile.

## Historia
El poblado fue creado el 26 de enero de 1985 por un grupo de pobladores que querían independizarse de la municipalidad de Corcovado, aunque los primeros pobladores datan de 1914, mientras que los gendarmes llegaron en la década de 1940. Su nombre significa "río de aguas verdes" en idioma mapuche.

## Geografía
La geografía y clima es típica de la Patagonia andina con predominancia de bosques de lenga y cipreses, temperatura media entre 10 °C y 15 °C, con mínimas de -15 °C en invierno y 28 °C en verano. Se ubica a una altitud de 884 m s. n. m., sobre el valle del río Corcovado donde se cultivan legumbres y hortalizas y se practica la ganadería.

## Población
Contó con 317 habitantes (Indec, 2010), lo que representó un incremento del 10,45% frente a los 287 habitantes (Indec, 2001) del censo anterior. La población se compuso de 159 varones y 158 mujeres, lo que arrojó un índice de masculinidad del 100.63%. En tanto, las viviendas pasaron a ser 132.
Tras el censo de 2022 se conoció una caída en el crecimiento de la localidad con 312 habitantes y unas 195 viviendas.La población mantiene la categoría de comuna rural.
| Gráfica de evolución demográfica de Carrenleufú entre 1991 y 2022 |
|                                                                   |
| Fuente: Censos nacionales del INDEC                               |